# Provinz Posen
Die Provinz Posen (1848–1920), vorher das autonome Großherzogtum Posen (1815–1848), war eine von 1815 bis 1919 auf dem Territorium der Landschaften Großpolen und Nordkujawien bestehende Verwaltungseinheit im Osten des Königreichs Preußen, mit Hauptstadt in Posen. Sie hatte eine Fläche von knapp 29.000 km² und war landwirtschaftlich geprägt. Es gab zwischen 820.000 (1816) und 2,1 Millionen Einwohner (1910), von denen die Mehrheit polnisch war. Nur in den westlichen und nördlichen Grenzgebieten und in der Stadt Bromberg gab es eine deutsche Bevölkerungsmehrheit.
Nach dem Zusammenbruch der napoleonischen Vorherrschaft und des Herzogtums Warschau erhielt Preußen auf dem Wiener Kongress 1815 den Westteil der 1793 eroberten und 1807 eingebüßten Provinz Südpreußen wieder zurück und formierte ihn zum autonomen Großherzogtum Posen; schon 1830 wurde die Sonderstellung des Großherzogtums innerhalb des preußischen Staatswesens jedoch eingeschränkt. 1848 wurde das Gebiet in eine ordentliche Provinz Posen umbenannt nachdem die letzten Reste besonderer Vorrechte des Großherzogtums beseitigt wurden. Die Provinz blieb außerhalb des Deutschen Bundes, gehörte aber ab 1866 zum Norddeutschen Bund und ab 1871 zum Deutschen Reich. Nach dem  erfolgreichen polnischen Posener  Aufstand  und dem Versailler Vertrag gelangte der größte Teil der Provinz Posen 1919 an die wiedererrichtete Republik Polen. Nur ein kleiner westlicher und nördlicher Randstreifen kam zur neuen deutschen Provinz Grenzmark Posen-Westpreußen.

## Landschaft

Physische Karte von Provinz Posen im Jahr 1910

Die Landschaften Großpolen und Kujawien sind meist flach, entwässert von zwei großen Flüssen, der Netze im Norden und der Warthe im Zentrum. Die Gletscher der Eiszeit ließen Moränenablagerungen zurück; über das Land sind zahlreiche kleine Seen verstreut, die von Nebenflüssen der beiden großen Flüsse durchflossen werden. Der wichtigste Wirtschaftszweig war die Landwirtschaft.

## Geschichte

### Außerhalb des Deutschen Bundes (1815–1866)

#### Großherzogtum Posen (1815–1848)
Der größte Teil der späteren Provinz hatte bis 1793 zur polnischen Woiwodschaft Posen und zur polnischen Woiwodschaft Kalisz gehört.
Nach dem Zusammenbruch der napoleonischen Vorherrschaft und des Herzogtums Warschau erhielt Preußen auf dem Wiener Kongress 1815 den Westteil der 1807 eingebüßten Provinz Südpreußen wieder zurück und formierte ihn zum autonomen Großherzogtum Posen. Das Großherzogtum war 1815 aus zwei Teilen gebildet worden: aus demjenigen Teil des im Zuge der zweiten Teilung Polens 1793 von Preußen annektierten und 1807 durch den Tilsiter Frieden verlorenen Gebiets, den es durch den Wiener Kongress zurück empfangen hatte, und aus demjenigen Teil des Netzedistrikts, der 1807 dem Herzogtum Warschau einverleibt worden war und den es ebenfalls zurückerhielt; die Grenze gegen das im 19. Jahrhundert bestehende Kongresspolen war durch den Staatsvertrag vom 11. November 1817 festgestellt worden. In der Schlussakte des Wiener Kongresses hatte Preußen sich verpflichtet, den polnischen Untertanen die Bewahrung des Volkstums zu sichern und dem Großherzogtum einige wirtschaftliche Vorteile auf Gegenseitigkeit mit dem Königreich Polen zu gewähren. Verwaltungsmäßig bestanden bis 1920 zwei Regierungsbezirke Posen und Bromberg, welche sich weiter in Stadtkreise und Landkreise aufgliederten. Das Gebiet um Schermeisel wurde hingegen in der Provinz Brandenburg eingegliedert. Der Nordwesten des vormaligen Netzedistrikts um Deutsch Krone und Flatow verblieb bei der Provinz Westpreußen, in die er 1807 umgegliedert worden war. 
Das Großherzogtum lag, wie auch das eigentliche „Königreich Preußen“ (die Provinzen Ost- und Westpreußen), sowie das Gebiet der ehemaligen Starostei Draheim, außerhalb der Ostgrenze des Deutschen Bundes, die im Vergleich mit der Ostgrenze des Heiligen Römischen Reiches (Altes Reich) nur um die Lande Lauenburg und Bütow sowie das Schermeisel-Gebiet erweitert worden war. Bei Wahlen für die kommunale Selbstverwaltung der Städte und Gemeinden und den Provinziallandtag (poln. Sejm Wielkiego Księstwa Poznańskiego) und zu anderen Provinzorganen gab es hinsichtlich der Sprache der gewählten Vertreter keine gesetzlichen Bestimmungen. Das Großherzogtum war die einzige preußische Provinz mit nicht-deutscher Bevölkerungsmehrheit.  Der preußische Staat behandelte seine Bewohner zunächst offiziell gleich. Die Polen erfuhren demnach im Vergleich zu den Deutschen keinerlei formelle Einschränkungen, das Polnische wurde zunächst in Schulen und Behörden gebraucht. Auch gegenüber der polnischen Oberschicht, bei der die Erinnerung an den von ihr getragenen polnischen Staat noch lebendig war, zeigte sich die preußische Politik zunächst entgegenkommend. Auch wurde der Adler des untergegangenen polnischen Staates ins Provinzwappen integriert. Am Beispiel des zum Statthalter des Großherzogtums ernannten Anton Radziwiłł wird deutlich, dass Teile der polnischen Nationalbewegung bereit waren, sich mit dem preußischen Staat zu arrangieren.
Nach dem Novemberaufstand in Kongresspolen gegen die Herrschaft des russischen Zaren 1830 wurde die Sonderstellung des Großherzogtums innerhalb des preußischen Staatswesens jedoch eingeschränkt. Unter dem preußischen Oberpräsidenten Eduard von Flottwell intensivierte sich die systematische Verdrängung der Polen aus öffentlichen Ämtern und der polnischen Sprache aus dem Bildungswesen. 1831 hob Friedrich Wilhelm III. die Posener Statthalterschaft auf. Dieses Vorgehen sollte auch die preußische Freundschaft mit Russland festigen, als die politisch führenden konservativen Kreise Preußens befürchteten, Polen könne zum Ausgangspunkt einer liberalen revolutionären Befreiungsbewegung in Europa werden – was das Ende des Systems der Heiligen Allianz bedeutet hätte. Im Jahr 1846 wurde ein im Gefolge des Krakauer Aufstandes geplanter Aufstand polnischer Nationalisten im Großherzogtum Posen aufgedeckt. Gegen die Beteiligten kam es 1847 zum sogenannten Polenprozess. Nach dem Beginn der Revolution von 1848 kam ein Aufstand zum Ausbruch. Dieser wurde bald niedergeschlagen. Die Deutschen in der Provinz richteten sich an den Bundestag, der noch im April vorschlug, deutsche Sprachgebiete der Provinz in den nun zu bildenden deutschen Staat aufzunehmen. Die Frankfurter Nationalversammlung versuchte eine Teilung der Provinz; im Rest sollten die Polen sich selbst organisieren. Während der Behandlung dieser Posen-Frage wurde das Gebiet für die Polen allerdings immer kleiner.

#### Provinz Posen (1848–1866)
Im nunmehr konstitutionellen Preußen wurden die letzten Reste besonderer Vorrechte des Großherzogtums beseitigt und das Gebiet wie jede andere Provinz umbenannt und organisiert.
Nachdem Preußen in der Olmützer Punktation Ende 1850 die gegründete Erfurter Union aufgeben musste, arrangierte es sich zeitweilig wieder mit Österreich. Im Jahr 1851 wurde der Deutsche Bund vollständig wiederhergestellt. Bei dieser Gelegenheit hat Preußen die Aufnahme der Posener, Draheimer sowie Ost- und Westpreußischer Gebiete in den Bund vorläufig ausgesetzt. Aus der Existenz von Staatsgebiet außerhalb des Bundesgebietes leitete es seine Großmachtstellung mit ab.

### Germanisierungsversuche im Norddeutschen Bund und im Deutschen Reich (1866–1918)

Landkarte der preußischen Provinz Posen um 1905, mit Braunton-Markierung der regionalen relativen Verbreitung der polnischen Sprache

Preußen als Ganzes (und damit die Provinzen Posen und Preußen sowie das Gebiet der ehemaligen Starostei Draheim) wurden 1866 ein Gliedstaat des Norddeutschen Bundes und 1871 des Deutschen Kaiserreiches. Die Polen waren nun nicht mehr nur Bürger des dynastischen und in nationaler Hinsicht zumindest nominell neutralen Preußen, sondern eine polnischsprachige Minderheit innerhalb eines sich als deutsch verstehenden Nationalstaates und sahen sich bald in mehrerlei Hinsicht gezielter staatlicher Ausgrenzung ausgesetzt.
Im Zuge des Kulturkampfes schwer wog die Diskriminierung des Katholizismus, dem die meisten Polen angehörten (während die Deutschen in der Provinz Posen überwiegend evangelisch waren). Der polnische Schulunterricht wurde systematisch zurückgedrängt. 1873 wurde in der Provinz Posen und in Westpreußen Deutsch als alleinige Unterrichtssprache in Volksschulen eingeführt, die Zehntausende von Schülern nicht verstanden. Ausnahme blieben die Fächer Religion und der Kirchengesang. Mieczysław Halka Ledóchowski, seit 1866 Erzbischof von Gnesen und Posen und Primas von Polen, wurde zu zwei Jahren Haft wegen Verstoß gegen den Kanzelparagraphen verurteilt und im Februar 1874 in Ostrowo inhaftiert. Pius IX. ernannte ihn im März 1875 zum Kardinal. Ledóchowski wurde daraufhin freigelassen und verbannt; er ging nach Rom ins Exil. 1876 und 1877 wurde in bei Behörden und an den Gerichten statt der vorherigen Zweisprachigkeit nur noch das Deutsche erlaubt. Einen Umschwung gab es auch hinsichtlich des Kräfteverhältnisses zwischen den Sprachgruppen. Etwa 35.000 Polen (Bürger Russlands und von Österreich-Ungarn) wurden ab 1885 bei den vor allem antipolnisch motivierten Polenausweisungen aus dem Königreich Preußen ausgewiesen, von denen etwa 10.000 polnische und russische Juden waren. War der Anteil der Deutschen bis 1890 durch Polenausweisungen sowie durch Assimilation vor allem der meisten der ursprünglich nicht wenigen polnischen Protestanten von unter 30 % auf fast 38 % angewachsen, wurde diese Entwicklung nun rückläufig. Gründe waren zum einen die höhere Geburtenrate der Polen, zum anderen migrierten mehr Deutsche in die Industriegebiete des Reiches (damals Ostflucht genannt) Über die Städte Schrimm, Samter und Rogasen in der Provinz Posen ist folgender Spruch überliefert:

„Schrimm ist schlimm,
 Samter verdammter,
 Rogasen zum Rasen.“

. Maßnahmen zur Erhöhung ihres Anteils, besonders die Gründung der Preußischen Ansiedlungskommission, die Land von Polen kaufen sollte und nur auswärtigen Deutschen zum Kauf zwecks Ansiedlung anbot, konnten diese Entwicklungen kaum ausgleichen, sondern verschärften den nationalpolitischen Konflikt und trieben die lange Zeit politisch passive polnische Landbevölkerung der polnischen Nationalbewegung zu; sie sehnten die Errichtung eines unabhängigen Polen unter Einschluss Posens und Westpreußens herbei. Im Gegensatz zu den Dänen stellten die Polen eine größere, geschlossene Gruppe dar, waren zahlenmäßig stärker und wussten sich wirtschaftlich zu organisieren. Die Provinzen Posen und Westpreußens wurden zu einem Schauplatz der Auseinandersetzung zwischen der polnischen Nationalbewegung und den preußischen Behörden. Je mehr Maßnahmen der Staat ergriff, desto stärker wurden die polnischen Verteidigungsbemühungen. Obwohl die Unzufriedenheit der Polen anfangs sich vor allem gegen die deutschen Behörden statt Mitbewohner richtete, während das alltägliche Zusammenleben der Sprachgruppen friedlich war, dieses änderte sich nach der Gründung des Deutschen Ostmarkenvereins. Die preußische Staat versuchte, die polnische Sprache endgültig aus Schule, Sonntagskatechese und Verwaltung zu verdrängen, was im Wreschener Schulstreik 1901 seinen symbolischen – und später romantisierten – Höhepunkt fand. Die Weigerung polnischer Kinder von Wreschen – trotz mehrstündiger körperlicher Züchtigung durch die Lehrer – in deutscher Sprache zu antworten, führte zur Verurteilung von 25 Personen zu Haftstrafen von insgesamt über 17 Jahren. Dies löste eine Welle von Solidaritätsprotesten aus, die bis 1904 ca. 75.000 Kinder in 800 Schulen der Provinz Posen umschlossen. Parallel dazu sollten die polnischen Grundbesitzer vertrieben werden, teils mit gezieltem Landaufkauf, teils mit Repressalien (Hausbauverbot). Nachdem das „Gesetz, betr. die Gründung neuer Ansiedlungen“ in 1904 novelliert wurde, die preußischen Behörden wurden ermächtigt, das Bauvorhaben zu verhindern, um die weitere Ansiedlung von ortsfremden Polen in den preußischen Provinzen Posen und Westpreußen zu verhindern. Der Bauer Michał Drzymała bewohnte deshalb alte Nebengebäude, aber die Behörden verboten ihm dort eine Feuerstätte zu betreiben. Daraufhin kaufte Drzymała einen ausrangierten, heizbaren Zirkuswagen und ließ sich dort mit seiner Familie nieder. Um die Bauvorschriften zu umgehen, verschob er den Wagen regelmäßig geringfügig innerhalb des Grundstückes. Das brachte ihm ein großes Aufsehen im damals dreigeteilten Polen ein. Bald wurde ein durch Spenden finanzierter neuer Wohnwagen gekauft. Nach einigen Jahren ständiger Rechtsstreitigkeiten musste Drzymała jedoch kapitulieren und das Grundstück 1909 wieder verkaufen. Als Höhepunkt wurde 1908 das Reichsvereinsgesetz erlassen, das fremdsprachige Versammlungen nur noch an Orten mit mehr als 60 % fremdsprachiger Bevölkerung erlaubte. Das sollte vor allem das polnische Vereinswesen treffen.

### Erster Weltkrieg und Posener Aufstand 1918/1919

Die beim Waffenstillstand im Februar 1919 festgelegte deutsch-polnische Demarkationslinie in der Provinz Posen. Sie folgte weitgehend der Sprachgrenze, war jedoch nicht identisch mit der späteren Staatsgrenze.

Bereits 1916 wurde das polnische Zentrale Bürgerkomitee (Centralny Komitet Obywatelski) in Posen gegründet. Das 14-Punkte-Programm von US-Präsident Woodrow Wilson hatte die „Errichtung eines polnischen Staates, unabhängig von Deutschland oder Russland, mit Zugang zum Meer“ vorgesehen. Der Regentschaftsrat in Warschau hat am 7. Oktober 1918 die Unabhängigkeit Polens entsprechend erklärt und das Wilson-Programm zur Grundlage der Staatsbildung erklärt. Das Bürgerkomitee wurde am 11. November 1918 in den Volksrat (Rada Ludowa) umbenannt; am nächsten Tag rief der Rat das vorläufige Kommissariat ins Leben, das aus Stanisław Adamski, Wojciech Korfanty und Adam Poszwiński bestand. Am 14. November wurde der Volksrat in den Obersten Volksrat (Naczelna Rada Ludowa) umbenannt. Nach dem Waffenstillstand von Compiègne war die Ernährungssituation im Deutschen Reich, vor allem in Berlin, nach dem Steckrübenwinter immer noch angespannt, zumal die britische Seeblockade immer noch anhielt. So war man vor allem auf die Kartoffellieferungen aus der Provinz Posen angewiesen. In dieser Situation schickte das preußische Staatsministerium am 20. November 1918 von Gerlach als polnischfreundlichen Unterstaatssekretär nach Posen, um mit dem Obersten Volksrat zu verhandeln. Dieser versprach die Fortsetzung der Lebensmittellieferungen unter der Bedingung, dass sofort alle Ausnahmebestimmungen gegen die Polen aufgehoben wurden. Gerlach sagte dies zu, aber es war schon zu spät, die Polen zu gewinnen.
Der am 5. Dezember in Posen versammelte vorläufige polnische Teilungsgebiet-Sejm (Polski Sejm Dzielnicowy) erkannte den Obersten Volksrat als legitime Staatsgewalt im preußischen Teilungsgebiet Polens an. Die Lebensmittelversorgung brach endgültig zusammen am 27. Dezember 1918 infolge der Ankunft auf dem Posener Bahnhof von Ignacy Paderewski (der bekannte Pianist war zwischen 1917 und 1919 ein Vertreter des Polnischen Nationalkomitees in den USA und ab 27. Dezember 1918 der polnischer Ministerpräsident), was den Posenen Aufstand herausgelöst hat. Es kam zu offener Kampfhandlungen zwischen Deutschen und Polen, deren Ziel war die Abtrennung der Provinz Posen vom Deutschen Reich und der Anschluss dieses Gebietes an den neugegründeten polnischen Nationalstaat. Der eigentliche Aufstand dauerte nur bis zum 16. Februar 1919, als durch den alliierten Druck eine militärische Demarkationslinie festgelegt und ein Waffenstillstand durchgesetzt wurden. Der Armee der Aufständischen fand infolge auch indirekt Anerkennung als eine alliierte Streitmacht; das Deutsche Reich verpflichtete sich, auf alle Feindseligkeiten an der Demarkationslinie zu verzichten. Der Großpolnische Aufstand endete damit offiziell. Vereinzelt fanden aber in den Wochen danach noch einige lokale Gefechte statt und kam es in weiten Teilen der Provinz Posen immer wieder zu Schießereien und Scharmützeln. Dieser Zustand dauerte an, bis im Januar 1920 reguläres polnisches Militär unter General Haller das Gebiet übernahm, wie es im Versailler Vertrag festgelegt wurde.

### Nach dem Versailler Vertrag
Die klar mehrheitlich deutschsprachigen Bewohner der Randgebiete im Westen verblieben weitgehend innerhalb der neugebildeten preußischen Provinz Grenzmark Posen-Westpreußen beim Deutschen Reich. Einige Gebiete mit überwiegend deutschsprachigen Bewohnern im Süden und Nordosten einschließlich der Stadt Bromberg mussten dagegen an Polen abgetreten werden. Zwischen 1920 und 1929 enteignete die polnische Regierung gemäß Artikel 297 b) des Versailler Vertrages viele ortsansässige Deutsche, denen die  Staatsbürgerschaft Polens nicht zuerkannt wurde. Ab 1925 führte ein Agrarreformgesetz dazu, dass viele deutsche Bauern – darunter auch solche, denen der Staat Preußen Ackerland verkauft hatte – ihr Land zwangsveräußern mussten.

### Warthegau im Dritten Reich
Der NS-Staat annektierte nach dem Überfall auf Polen die Woiwodschaft Posen und bildete in gewisser Anlehnung an die vormalige Provinz, jedoch unter Einbeziehung weiterer polnischer Gebiete, den Reichsgau Wartheland mit Posen als Hauptstadt. Das Gebiet um Bromberg wurde dem Reichsgau Danzig-Westpreußen zugeschlagen. Die nach 1918 beim Deutschen Reich verbliebenen Gebiete der ehemaligen Provinz Posen wurden nicht in den Reichsgau einbezogen.

### Nach dem Zweiten Weltkrieg
1945 ging das gesamte Gebiet der ehemaligen Provinz Posen zurück an Polen und die deutsche Minderheit wurde vertrieben. Nach der Gebietsreform 1999 ist es heute größtenteils identisch mit der Woiwodschaft Großpolen. Einige Kreise der ehemaligen Provinz gehören jedoch zu den Woiwodschaften Kujawien-Pommern und Lebus.

## Verwaltungsgliederung

Verwaltungsgliederung der Provinz Posen
Regierungsbezirk Posen
Regierungsbezirk Bromberg

Bei Einteilung der Verwaltung nach 1815 wurden im Regierungsbezirk Posen 17 und im Regierungsbezirk Bromberg 9 landrätliche Kreise gebildet. Hinzu kam die Stadt Posen und – 1875 – die Stadt Bromberg.
Durch Gesetz vom 6. Juni 1887 wurden 11 Kreise in je zwei neue geteilt und durch Abtrennung von Gebietsteilen aus weiteren 6, sonst weiterbestehenden Kreisen die beiden neuen Kreise Znin und Jarotschin gebildet. 1914 schied die Stadt Schneidemühl aus dem Kreis Kolmar aus. Die nachstehende Aufstellung zeigt die sonst von 1887 bis 1919 unveränderte Verwaltungsgliederung in zuletzt 40 Land- und 3 Stadtkreise.
Die größten Städte waren  Posen, Bromberg, Schneidemühl und Inowrocław (ab 1904 Hohensalza),

### Regierungsbezirk Posen
- Stadtkreis Posen
- Kreis Adelnau
- Kreis Birnbaum
- Kreis Bomst[11]
- Kreis Fraustadt[11]
- Kreis Gostyn (1887 aus Nordteil des Kreises Kröben und einigen Orten des Kreises Schrimm gebildet)
- Kreis Grätz (1887 aus Teilung des Kreises Buk gebildet)
- Kreis Jarotschin (1898 aus Teilen der Kreise Pleschen, Wreschen und Schrimm)
- Kreis Kempen (1887 vom Kreis Schildberg abgetrennt)
- Kreis Koschmin (1887 von Kreis Krotoschin abgetrennt)
- Kreis Kosten
- Kreis Krotoschin
- Kreis Lissa (1887 von Kreis Fraustadt abgetrennt)
- Kreis Meseritz[11]
- Kreis Neutomischel (1887 aus Teilung des Kreises Buk gebildet)
- Kreis Obornik
- Kreis Ostrowo (1887 von Kreis Adelnau abgetrennt)
- Kreis Pleschen
- Kreis Posen-Ost (1887 aus Teilung des Landkreises Posen gebildet)
- Kreis Posen-West (1887 aus Teilung des Landkreises Posen gebildet)
- Kreis Rawitsch (1887 aus Teilung des Kreises Kröben gebildet)
- Kreis Samter
- Kreis Schildberg
- Kreis Schmiegel (1887 von Kreis Kosten abgetrennt)
- Kreis Schrimm
- Kreis Schroda
- Kreis Schwerin an der Warthe[11] (1887 von Kreis Birnbaum abgetrennt)
- Kreis Wreschen

### Regierungsbezirk Bromberg
- Stadtkreis Bromberg (seit 1875)
- Stadtkreis Schneidemühl[11] (seit 1914)
- Landkreis Bromberg
- Kreis Czarnikau[11]
- Kreis Filehne[11] (1887 von Kreis Czarnikau abgetrennt)
- Kreis Gnesen
- Kreis Hohensalza (bis 1904 Kreis Inowrazlaw)
- Kreis Kolmar i. Posen[11] (bis 1878 Kreis Chodziesen)
- Kreis Mogilno
- Kreis Schubin
- Kreis Strelno
- Kreis Wirsitz
- Kreis Witkowo (1887 von Kreis Gnesen abgetrennt)
- Kreis Wongrowitz
- Kreis Znin (1887 aus Teilen der Kreise Mogilno, Schubin und Wongrowitz gebildet)

## Wappen

Wappen der Provinz Posen

Das Wappen der Provinz Posen zeigte den preußischen Adler, auf dessen Brust sich ein kleinerer Schild mit dem polnischen Adler befand.

## Persönlichkeiten

### Provinzvorsteher
Statthalter
- 1815–1831: Antoni Henryk Radziwiłł

Oberpräsidenten
- 1815–1824: Joseph von Zerboni di Sposetti
- 1825–1830: Theodor von Baumann
- 1830–1840: Eduard von Flottwell
- 1840–1842: Adolf Heinrich von Arnim-Boitzenburg
- 1843–1850: Carl Moritz von Beurmann
- 1850–1851: Gustav von Bonin (1. Amtszeit)
- 1851–1860: Eugen von Puttkamer
- 1860–1862: Gustav von Bonin (2. Amtszeit)
- 1862–1869: Karl von Horn
- 1869–1873: Otto von Königsmarck
- 1873–1886: William Barstow von Guenther
- 1886–1890: Robert von Zedlitz-Trützschler
- 1890–1899: Hugo von Wilamowitz-Moellendorff
- 1899–1903: Rudolf von Bitter der Jüngere
- 1903–1911: Wilhelm von Waldow
- 1911–1914: Philipp Schwartzkopff
- 1914–1918: Hans von Eisenhart-Rothe

Landesdirektoren / Landeshauptmänner
Seit 1885 leitete die Provinzialselbstverwaltung Posens ein Landesdirektor. Seit 1889 führte er den Titel Landeshauptmann:
- 1885–1893: Arthur von Posadowsky-Wehner
- 1893–1911: Sigismund von Dziembowski
- 1911–1919: Ernst von Heyking
- ab 1919: Landesdirektor von Brandenburg in Berlin (kommissarisch)

### Weitere Persönlichkeiten
In den einzelnen Städten und Dörfern der Provinz Posen sind   einzelne Persönlichkeiten angegeben, die dort geboren wurden oder eine besondere Bedeutung erlangten.

## Bevölkerung

### Bevölkerungsentwicklung

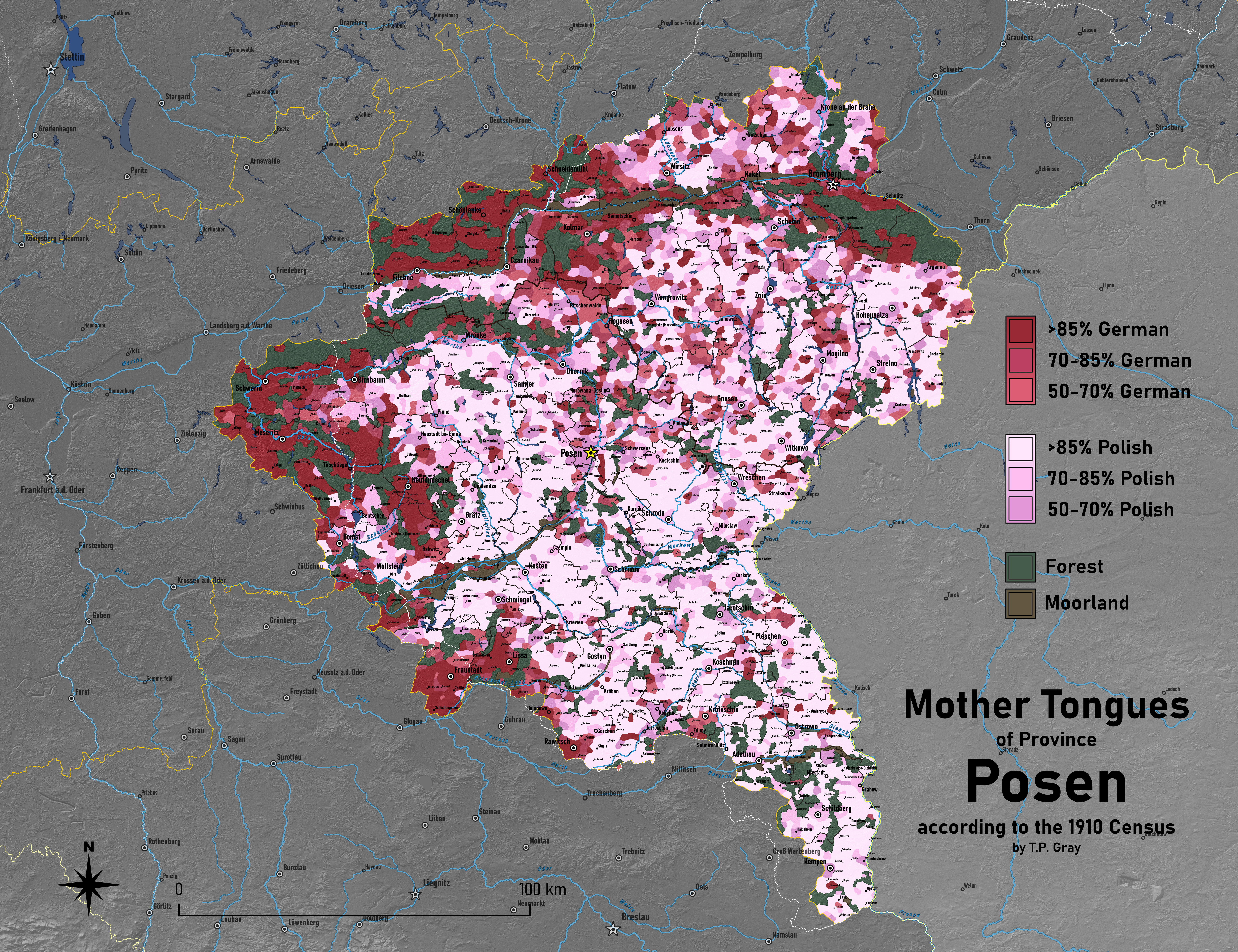
Sprachenkarte der Provinz Posen (Volkszählung von 1910)

Um 1900 hatte die Provinz Posen 1.887.275 Einwohner (901.853 männlich, 985.422 weiblich). Dem Religionsbekenntnis nach waren 1.851.871 Einwohner Christen, davon 1.280.172 Katholiken, 569.564 Evangelische, 2.135 andere Christen und 35.327 Juden. Nach der Staatsangehörigkeit waren 1.882.090 Reichsangehörige, 5.184 Reichsausländer und 1 anderer. Nach der Muttersprache waren 718.000 Deutsche, die übrigen Polen, Masuren und Kaschuben.
| Jahr              | 1816    | 1819         | 1831      | 1861      | 1871      | 1880      | 1890      | 1900      | 1910      |
| ----------------- | ------- | ------------ | --------- | --------- | --------- | --------- | --------- | --------- | --------- |
| Einwohner         | 820.176 | 883.972      | 1.040.712 | 1.467.604 | 1.583.843 | 1.703.397 | 1.751.642 | 1.887.275 | 2.099.831 |
| Anteil an Preußen | ?       | 8,0 % (1817) | ?         | ?         | 6,4 %     | 6,2 %     | 5,8 %     | 5,5 %     | 5,2 %     |
| Ew./km²           | 28      | 30           | 36        | 51        | 55        | 59        | 60        | 65        | 72        |

| Volkszählung 1910         | Bevölkerung | Deutsche | Deutsche | Polen     | Polen  | Zweisprachige | Zweisprachige |
| ------------------------- | ----------- | -------- | -------- | --------- | ------ | ------------- | ------------- |
| Provinz Posen             | 2.099.831   | 806.720  | 38,4 %   | 1.278.890 | 60,9 % | 11.796        | 0,6 %         |
| Regierungsbezirk Bromberg | 762.947     | 379.488  | 49,7 %   | 378.831   | 49,7 % | 4.929         | 0,6 %         |
| Bromberg-Stadt            | 57.696      | 46.720   | 81,0 %   | 9.350     | 16,2 % | 1.546         | 2,7 %         |
| Bromberg-Land             | 96.473      | 58.783   | 60,9 %   | 37.049    | 38,4 % | 590           | 0,6 %         |
| Czarnikau                 | 42.287      | 30.016   | 71,0 %   | 12.027    | 28,4 % | 176           | 0,4 %         |
| Filehne                   | 33.653      | 23.504   | 69,8 %   | 9.918     | 29,5 % | 216           | 0,6 %         |
| Gnesen                    | 56.250      | 21.461   | 38,2 %   | 34.643    | 61,6 % | 129           | 0,2 %         |
| Hohensalza                | 77.294      | 28.394   | 36,7 %   | 48.599    | 62,9 % | 258           | 0,3 %         |
| Kolmar in Posen           | 76.020      | 61.600   | 81,0 %   | 13.957    | 18,4 % | 422           | 0,6 %         |
| Mogilno                   | 49.253      | 14.274   | 29,0 %   | 34.659    | 70,4 % | 192           | 0,4 %         |
| Schubin                   | 48.304      | 21.035   | 43,5 %   | 26.799    | 55,5 % | 403           | 0,8 %         |
| Strelno                   | 37.620      | 7.437    | 19,8 %   | 30.109    | 80,0 % | 67            | 0,2 %         |
| Wirsitz                   | 67.219      | 34.235   | 50,9 %   | 32.446    | 48,3 % | 494           | 0,7 %         |
| Witkowo                   | 29.094      | 4.814    | 16,5 %   | 24.164    | 83,1 % | 91            | 0,3 %         |
| Wongrowitz                | 52.574      | 16.309   | 31,0 %   | 35.955    | 68,4 % | 212           | 0,4 %         |
| Znin                      | 40.210      | 10.906   | 27,1 %   | 29.156    | 72,5 % | 133           | 0,3 %         |
| Regierungsbezirk Posen    | 1.335.884   | 427.232  | 32,0 %   | 900.059   | 67,4 % | 6.867         | 0,5 %         |
| Adelnau                   | 36.306      | 4.681    | 12,9 %   | 31.537    | 86,9 % | 87            | 0,2 %         |
| Birnbaum                  | 28.887      | 14.069   | 48,7 %   | 14.513    | 50,2 % | 264           | 0,9 %         |
| Bomst                     | 63.120      | 30.980   | 49,1 %   | 31.794    | 50,4 % | 214           | 0,3 %         |
| Fraustadt                 | 28.914      | 19.663   | 68,0 %   | 8.902     | 30,8 % | 332           | 1,1 %         |
| Gostyn                    | 48.326      | 6.528    | 13,5 %   | 41.720    | 86,3 % | 70            | 0,1 %         |
| Grätz                     | 36.483      | 5.997    | 16,4 %   | 30.280    | 83,0 % | 191           | 0,5 %         |
| Jarotschin                | 51.626      | 9.236    | 17,9 %   | 42.168    | 81,7 % | 197           | 0,4 %         |
| Kempen                    | 37.050      | 5.933    | 16,0 %   | 30.697    | 82,9 % | 236           | 0,6 %         |
| Koschmin                  | 33.519      | 5.719    | 17,1 %   | 27.685    | 82,6 % | 58            | 0,2 %         |
| Kosten                    | 47.325      | 5.149    | 10,9 %   | 42.091    | 88,9 % | 50            | 0,1 %         |
| Krotoschin                | 46.874      | 15.822   | 33,8 %   | 30.709    | 65,5 % | 324           | 0,7 %         |
| Lissa                     | 44.579      | 27.451   | 61,6 %   | 16.659    | 37,4 % | 426           | 1,0 %         |
| Meseritz                  | 53.306      | 41.059   | 77,0 %   | 12.207    | 22,9 % | 0             | 0,0 %         |
| Neutomischel              | 34.292      | 15.700   | 45,8 %   | 18.481    | 53,9 % | 109           | 0,3 %         |
| Obornik                   | 55.880      | 22.450   | 40,2 %   | 33.139    | 59,3 % | 245           | 0,4 %         |
| Ostrowo                   | 43.887      | 9.713    | 22,1 %   | 33.970    | 77,4 % | 165           | 0,4 %         |
| Pleschen                  | 37.362      | 6.200    | 16,6 %   | 30.965    | 82,9 % | 128           | 0,3 %         |
| Posen Stadt               | 156.691     | 65.319   | 41,7 %   | 89.351    | 57,0 % | 1.311         | 0,8 %         |
| Posen W.                  | 43.129      | 7.374    | 17,1 %   | 35.474    | 82,3 % | 236           | 0,5 %         |
| Posen O.                  | 49.119      | 14.102   | 28,7 %   | 34.795    | 70,8 % | 174           | 0,4 %         |
| Rawitsch                  | 50.523      | 21.253   | 42,1 %   | 29.150    | 57,7 % | 92            | 0,2 %         |
| Samter                    | 66.856      | 17.071   | 25,5 %   | 49.589    | 74,2 % | 143           | 0,2 %         |
| Schildberg                | 37.290      | 5.470    | 14,7 %   | 31.100    | 83,4 % | 718           | 1,9 %         |
| Schmiegel                 | 36.383      | 6.626    | 18,2 %   | 29.544    | 81,2 % | 207           | 0,6 %         |
| Schrimm                   | 57.483      | 10.017   | 17,4 %   | 47.088    | 81,9 % | 366           | 0,6 %         |
| Schroda                   | 49.176      | 6.201    | 12,6 %   | 42.870    | 87,2 % | 92            | 0,2 %         |
| Schwerin a. W.            | 21.620      | 19.729   | 91,3 %   | 1.722     | 8,0 %  | 142           | 0,7 %         |
| Wreschen                  | 39.878      | 7.720    | 19,4 %   | 31.859    | 79,9 % | 290           | 0,7 %         |

### Sprachenverteilungen

Die Sprachverhältnisse in den einzelnen Kreisen der Provinz Posen nach der Volkszählung von 1910:
Deutschsprachige
Polnischsprachige
Anderssprachige

Die westlichen und nördlichen Grenzgebiete waren mehrheitlich deutsch besiedelt, die Mitte und der Osten mehrheitlich polnisch. Dort lag in den Städten der deutsche Anteil meist höher als im Umland, aber nur Bromberg hatte eine deutsche Mehrheit. Je kleiner eine Gemeinde war, umso eher war sie entweder rein polnisch oder rein deutsch besiedelt.
Die Provinz Posen war die einzige preußische Provinz mit nicht-deutscher Bevölkerungsmehrheit. Von den 2,1 Millionen Einwohnern sprachen um 1910 60,9 % Polnisch und 38,4 % Deutsch als Muttersprache. Den Sprachenverhältnissen entsprach auch ein konfessioneller Gegensatz. Die Deutschsprachigen waren zu über 90 % evangelisch, die Polen überwiegend katholisch. Die Juden, deren Anteil mit 1,5 % (gegenüber 1,0 % im Reich) relativ hoch war, sprachen Deutsch.
| Jahr                                                 | 1819   | 1831   | 1861   | 1890   | 1910   |
| ---------------------------------------------------- | ------ | ------ | ------ | ------ | ------ |
| offizielle Statistik ¹                               | 76,9 % | 58,3 % | 54,6 % | 60,1 % | 61,5 % |
| Schätzung (Leszek Belzyt)                            | ./.    | 71,5 % | 66,7 % | 62,4 % | 63,5 % |
| 1) unter Hinzurechnung der Gruppe der Zweisprachigen |        |        |        |        |        |

## Religionen
Die polnische Bevölkerung in der Provinz Posen war zu etwa 90 Prozent katholisch, dazu kamen einige deutsche Zuwanderer. Die deutsche Bevölkerung war meist evangelisch, dazu gab es einige polnische Gemeindemitglieder. Es gab auch jüdische Gemeinden.
1900 waren von 1.887.275 Einwohnern der Provinz Posen
1.280.172 Katholiken, 569.564 Evangelische, 2.135 andere Christen und 35.327 Israeliten.
| Jahr         | 1871   | 1890   | 1910   |
| ------------ | ------ | ------ | ------ |
| Katholiken   | 63,7 % | 66,5 % | 67,7 % |
| Evangelische | 32,3 % | 30,9 % | 30,8 % |
| Juden        | 3,9 %  | 2,5 %  | 1,3 %  |

Die katholische Kirche im Großherzogtum Posen wurde seit 1821 vom Erzbistum Gnesen-Posen mit mehreren Suffraganbistümern geleitet.
In der evangelischen Kirche gab es die Kirchenprovinz Posen mit mehreren Sprengeln und Gemeinden, vor allem für die deutsche Bevölkerung. Einige evangelische Polen nahmen die deutsche Sprache und Kultur an.
Es gab in vielen Städten auch jüdische Gemeinden mit Synagogen und Bethäusern.

## Kultur
Die Kultur im Großherzogtum Posen bzw. der Provinz Posen lag immer auch im Spannungsfeld zwischen den deutschen Zuwanderern und der mehrheitlich polnischen  Bevölkerung.

### Theater
Das Stadttheater in Posen wurde seit seiner Einweihung 1804 vor allem für deutschsprachige Theaterstücke und für Konzerte, Opern und Operetten genutzt, die auch von polnischen Zuschauern besucht wurden. Daneben gab es dort auch einige polnischsprachige Vorführungen.
Ab 1874 gab es ein eigenes polnisches Theater in der Stadt, sowie einen Theaterneubau, der ausschließlich für deutschsprachige Veranstaltungen genutzt wurde. 
In Bromberg mit einer mehrheitlich deutschen Bevölkerung gab es das Stadttheater von 1824 bis 1920. Daneben gab es in mehreren  Städten Bühnen für Unterhaltungstheater, Varieté und Musikvorstellungen.

### Zeitungen und Zeitschriften
Es gab verschiedene deutschsprachige Zeitungen, zu den wichtigsten gehörten 
Posener Zeitung (1794–1919), Posener Tageblatt, Posener Neueste Nachrichten, Bromberger Tageblatt, Bromberger Kreis-Blatt (1852–1920), Ostdeutsche Rundschau, Ostdeutsche Presse, Kujawischer Bote, Nakeler Zeitung, Schubiner Zeitung und Kreisblatt, Wirsitzer Kreisblatt,  und die Patriotische Zeitung (1851–1866). Zu den bekanntesten Zeitschriften gehörten Amtsblatt der Königlichen Regierung zu Posen,  Aus dem Posener Lande. Monatsblätter für Heimatkunde (1906–1915), Historische Monatsblätter für Posen, Zeitschrift der Historischen Gesellschaft für die Provinz Posen und Die Ostmark, die Zeitschrift des Deutschen Ostmarkenvereins.
Es gab auch einige polnischsprachige Zeitungen und Zeitschriften, darunter mehrere katholische Publikationen.
Zu den wichtigsten Tageszeitungen gehörten Gazeta Wielkiego Xiąstwa Poznańskiego (1815–1880), Dziennik Poznański und Kurjer Poznański.  Die Zeitschrift Jeschurun. Organ für die geistigen und sozialen Interessen des Judentums (1901–1904) war die einzige feststellbare jüdische Zeitschrift, die in der Stadt Posen herausgegeben wurde.
Einige Zeitungen und Zeitschriften sind digitalisiert bei der Wielkopolska Biblioteka Cyfrowa (WBC).

### Belletristik
Es erschienen zahlreiche deutschsprachige Romane, Erzählungen, aber auch Kinderbücher, Sagen und Märchen,  Gedichte und weitere Bücher. Die meisten waren als Heimatliteratur und mit unterhaltendem Charakter ausgerichtet, einige thematisierten aber auch die  deutschnationale Sicht auf die Provinz Posen (Ostmarkenromane).
Dagegen gab es nur verhältnismäßig wenige polnischsprachige Belletristik. Einige jüdische Autoren verfassten ebenfalls Romane und Erzählungen in deutscher Sprache.

### Digitalisiertes älteres Schrifttum zur Geschichte der Provinz Posen
geordnet in der Reihenfolge des Erscheinungsjahrs
- Georg Hassel Vollständige und neueste Erdbeschreibung der Preußischen Monarchie und des Freistaates Krakau. Weimar 1819, S. 598–630 (Digitalisat).
- Mittheilungen über das Großherzogthum Posen. In: Preußische Provinzial-Blätter. Band 17, Königsberg 1837, S. 455–469 (Digitalisat) und S. 537–550 (Digitalisat), Band 18, Königsberg 1837, S. 73–86 (Digitalisat) und S. 166 ff. (Digitalisat).
- A. C. A. Friedrich: Historisch-geographische Darstellung Alt- und Neu-Polens. Berlin 1839, S. 558–593 (Digitalisat).
- Johann Gottfried Hoffmann: Die Bevölkerung des preussischen Staates nach den Ergebnissen der zu Ende des Jahres 1837 amtlich aufgenommenen Nachrichten, Berlin 1839 (Digitalisat).
- A. Bäck: Die Provinz oder das Großherzogthum Posen in geographischer, statistischer und topographischer Beziehung. Nach den neuesten, meist amtlichen Nachrichten. Berlin / Posen / Bromberg 1847 (Digitalisat).
- J. Niederstetter: Verzeichniss sämmtlicher Ritter- und anderer selbständigen grösseren Güter der Provinz Posen mit Angabe ihrer Besitzer so wie der Königl. Domänenpacht-Aemter mit Angabe der Pächter zu Michaeli 1859, Mittlersche Buchhandlung (A. E. Döpner), Posen 1859 (Digitalisat).
- Franz Heinrich Ungewitter: Die preußische Monarchie nach den zuverlässigsten Quellen geographisch, statistisch, topographisch und historisch ausführlich und übersichtlich dargestellt. Ein Handbuch für Staats- und Communalbehörden, so wie zum Privatgebrauch. Nicolai, Berlin 1859, S. 943–957 (Google Books).
- Heinrich Wuttke:  Städtebuch des Landes Posen. Codex diplomaticus: Allgemeine Geschichte der Städte im Lande Posen. Geschichtliche Nachrichten von 149 einzelnen Städten. Leipzig 1864 (Digitalisat).
- Friedrich August Vossberg (Hrsg.): Wappenbuch der Städte der Großherzogthums Posen. J. A. Stargardt, Berlin 1866 (Digitalisat)
- Königliches Finanzministerium: Die Ergebnisse der Grund- und Gebäudesteuerveranlagung im Regierungsbezirk Posen. Berlin 1867 (Digitalisat)
- Königliches Statistisches Bureau: Die Gemeinden und Gutsbezirke des Preussischen Staates und ihre Bevölkerung. Nach den Urmaterialien der allgemeinen Volkszählung vom 1. Dezember 1871 bearbeitet und zusammengestellt. Teil IV: Die Provinz Posen. Königliches Statistisches Bureau, Berlin 1874 (/kpbc.umk.pl).
- Nachweisung der in der Provinz Posen bis ultimo 1876, in den Jahren 1877 und 1878 sowie in den Jahren 1879 und 1880 vollzogenen Veränderungen von Ortsnamen, Merzbach´sche Buchdruckerei, Posen 1881 (Digitalisat).
- Christian Meyer: Geschichte des Landes Posen. Jolowicz, Posen 1881 (Digitalisat). [Nachdruck 2000, ISBN 978-3-89557-140-4]
- Eugen von Bergmann: Zur Geschichte der Entwickelung deutscher polnischer und jüdischer Bevölkerung in der Provinz Posen (= Beiträge zur Geschichte der Bevölkerung in Deutschland seit dem Anfange des Jahrhunderts, herausgegeben von Fr. J. Neumann, Band 1), Laupp, Tübingen 1883 (Google Books).
- Max Beheim-Schwarzbach: Die Heimathsbestimmungen in der Provinz Posen nach der letzten allgemeinen Volkszählung. In: Zeitschrift der Historischen Gesellschaft für die Provinz Posen, Dritter Jahrgang, Posen 1888, S. 341–352 (Google Books).
- Königliches statistisches Bureau: Gemeindelexikon für das Königreich Preußen. Auf Grund der Materialien der Volkszählung vom 1. Dezember 1885 und anderer amtlicher Quellen.  Band V: Provinz Posen, Berlin 1888 (Digitalisat).
- Handbuch für die Provinz Posen. Nachweisung der Behörden, Anstalten, Institute und Vereine. Posen 1891 Archive
- Königlich Preußisches Statistisches Landesamt: Gemeindelexikon für die Provinz Posen. Auf Grund der Materialien der Volkszählung vom 1. Dezember 1905 und anderer amtlicher Quellen. Berlin 1908 (Digitalisat).
- Königlich Preußisches Statistisches Landesamt: Gemeindelexikon der Regierungsbezirke Allenstein, Danzig, Marienwerder, Posen, Bromberg und Oppeln. Auf Grund der Ergebnisse der Volkszählung vom 1. Dezember 1910 und anderer amtlicher Quellen. Berlin 1912, Heft IV: Regierungsbezirk Posen (Digitalisat).
- Königlich Preußisches Statistisches Landesamt: Gemeindelexikon der Regierungsbezirke Allenstein, Danzig, Marienwerder, Posen, Bromberg und Oppeln. Auf Grund der Volkszählung vom 1. Dezember 1910 und anderer amtlicher Quellen. Berlin 1912, Heft V: Regierungsbezirk Bromberg (Digitalisat).